# Thaumatobactron mayri
Thaumatobactron mayri är en insektsart som beskrevs av Günther 1930. Thaumatobactron mayri ingår i släktet Thaumatobactron och familjen Phasmatidae. Inga underarter finns listade i Catalogue of Life.